# Algebra różniczkowa
Pierścień różniczkowy, ciało różniczkowe i algebra różniczkowa – odpowiednio: pierścień, ciało i algebra wyposażone w różniczkowanie, czyli funkcję jednoargumentową spełniającą prawo iloczynu Leibniza. Naturalnym przykładem ciała różniczkowego jest ciało funkcji wymiernych nad liczbami zespolonymi jednej zmiennej, {\displaystyle \mathbb {C} (t),} gdzie różniczkowaniem jest różniczka względem {\displaystyle t.}

## Pierścień różniczkowy
Pierścień różniczkowy to pierścień {\displaystyle R} wyposażony w co najmniej jedno różniczkowanie
{\displaystyle \partial \colon R\to R,}
z których każde spełnia prawo Leibniza
{\displaystyle \partial (r_{1}r_{2})=(\partial r_{1})r_{2}+r_{1}(\partial r_{2})}
dla dowolnych {\displaystyle r_{1},r_{2}\in R.} Należy pamiętać, że pierścień nie musi być przemienny, a więc w pewnym stopniu standardowa forma wzoru na iloczyn w kontekście przemiennym, {\displaystyle \operatorname {d} (xy)=x\operatorname {d} y+y\operatorname {d} x,} może być fałszywa. Jeżeli {\displaystyle M\colon R\times R\to R} jest mnożeniem w pierścieniu, to prawo iloczynu jest tożsamością
{\displaystyle \partial \circ M=M\circ (\partial \times \operatorname {id} )+M\circ (\operatorname {id} \times \partial ),}
gdzie {\displaystyle f\times g} oznacza funkcję odwzorowującą parę {\displaystyle (x,y)} na parę {\displaystyle \left(f(x),g(y)\right).}

## Ciało różniczkowe
Ciało różniczkowe to ciało {\displaystyle K} z różniczkowaniem. Teoria ciał różniczkowych, DF (od ang. differential field), jest zasadzona na zwykłych aksjomatach ciała poszerzonych o dwa dodatkowe określające różniczkowanie. Tak jak wyżej, różniczkowanie musi spełniać prawo iloczynu Leibniza dla elementów z ciała, tzn. dla dowolnych dwóch elementów {\displaystyle u,v} z ciała jest
{\displaystyle \partial (uv)=u\,\partial v+v\,\partial u,}
ponieważ mnożenie w ciele jest przemienne. Różniczkowanie musi być również rozdzielne względem dodawania w ciele:
{\displaystyle \partial (u+v)=\partial u+\partial v.}
Jeżeli {\displaystyle K} jest ciałem różniczkowym, to ciało stałych dane jest jako {\displaystyle k=\{u\in K\colon \partial (u)=0\}.}

## Algebra różniczkowa
Algebra różniczkowa nad ciałem {\displaystyle K} to {\displaystyle K}-algebra {\displaystyle A,} gdzie różniczkowania komutują (są przemienne) z działaniami ciała, tzn. dla każdego {\displaystyle k\in K} oraz {\displaystyle x\in A} zachodzi
{\displaystyle \partial (kx)=k\partial x.}
W zapisie bezwskaźnikowym, jeżeli {\displaystyle \eta \colon K\to A} jest homomorfizmem pierścieni określającym mnożenie skalarne w algebrze, to zachodzi
{\displaystyle \partial \circ M\circ (\eta \times \operatorname {id} )=M\circ (\eta \times \partial ).}
Jak wyżej, różniczkowanie musi zachowywać prawo Leibniza względem mnożenia w algebrze i musi być liniowe względem dodawania, a więc dla każdego {\displaystyle a,b\in K} oraz {\displaystyle x,y\in A} jest
{\displaystyle \partial (xy)=(\partial x)y+x(\partial y)}
oraz
{\displaystyle \partial (ax+by)=a\,\partial x+b\,\partial y.}

## Różniczkowanie w algebrze Liego
Różniczkowanie w algebrze Liego {\displaystyle {\mathfrak {g}}} jest odwzorowaniem liniowym {\displaystyle \operatorname {D} \colon {\mathfrak {g}}\to {\mathfrak {g}}} spełniającym prawo Leibniza:
{\displaystyle \operatorname {D} ([a,b])=[a,\operatorname {D} (b)]+[\operatorname {D} (a),b].}
Dla dowolnego {\displaystyle a\in {\mathfrak {g}},} wyrażenie {\displaystyle \operatorname {ad} (a)} jest różniczkowaniem na {\displaystyle {\mathfrak {g}},} które spełnia tożsamość Jacobiego. Każde takie różniczkowanie nazywane jest różniczkowaniem wewnętrznym.

## Przykłady
Jeżeli {\displaystyle A} ma jedynkę, to {\displaystyle \partial (1)=0,} ponieważ {\displaystyle \partial (1)=\partial (1\times 1)=\partial (1)+\partial (1).} Przykładowo w ciele różniczkowym charakterystyki zero liczby wymierne zawsze są podciałem ciała stałych.
Każde czyste ciało może być interpretowane jako ciało różniczkowe stałych.
Ciało {\displaystyle \mathbb {Q} (t)} ma unikatową strukturę jako ciało różniczkowe, które jest określone przez równość {\displaystyle \partial (t)=1{:}} aksjomaty ciała wraz z aksjomatami różniczkowania sprawiają, że różniczkowanie jest różniczką względem {\displaystyle t.} Na przykład na mocy przemienności mnożenia i prawa Leibniza zachodzi {\displaystyle \partial (u^{2})=u\partial (u)+\partial (u)u=2u\partial (u).}
W ciele różniczkowym {\displaystyle \mathbb {Q} (t)} nie ma rozwiązania równania różniczkowego
{\displaystyle \partial (u)=u,}
ale znajduje się ono w większym ciele różniczkowym zawierającym funkcję {\displaystyle e^{t}.} Ciało różniczkowe z rozwiązaniami wszystkich układów równań różniczkowych nazywane jest ciałem różniczkowo domkniętym. Takie ciała istnieją, ale nie mają własności naturalnych obiektów algebraicznych czy geometrycznych. Wszystkie ciała różniczkowe (o ograniczonej kardynalności) zawierają się w większym ciele różniczkowo domkniętym. Ciała różniczkowe są przedmiotem badań w różniczkowej teorii Galois.
Powszechnie występującymi przykładami różniczkowań są pochodna cząstkowa, pochodna Liego, pochodna Pincherlego i komutator względem elementu algebry. Wszystkie te przykłady są ściśle ze sobą powiązane wspólnym pojęciem różniczkowania.

## Pierścień operatorów pseudoróżniczkowalnych
Pierścienie różniczkowe i algebry różniczkowe są często badane za pomocą pierścienia operatorów pseudoróżniczkowym na nich określonych.
Niech dany będzie pierścień
{\displaystyle R((\xi ^{-1}))=\left\{\sum _{n<\infty }r_{n}\xi ^{n}\colon r_{n}\in R\right\}.}
Mnożenie w tym pierścieniu określone jest wzorem
{\displaystyle (r\xi ^{m})(s\xi ^{n})=\sum _{k=0}^{m}r(\partial ^{k}s){\tbinom {m}{k}}\xi ^{m+n-k},}
gdzie {\displaystyle {\tbinom {m}{k}}} oznacza symbol Newtona. Warta wspomnienia tożsamość
{\displaystyle \xi ^{-1}r=\sum _{n=0}^{\infty }(-1)^{n}(\partial ^{n}r)\xi ^{-1-n}}
wynika z innych tożsamości:
{\displaystyle {\tbinom {-1}{n}}=(-1)^{n}}
oraz
{\displaystyle r\xi ^{-1}=\sum _{n=0}^{\infty }\xi ^{-1-n}(\partial ^{n}r).}

## Różniczkowania z gradacją
Jeżeli dana jest algebra z gradacją {\displaystyle A,} a {\displaystyle \operatorname {D} } jest jednorodnym przekształceniem liniowym o gradacji {\displaystyle d=|\operatorname {D} |} w {\displaystyle A,} wtedy {\displaystyle \operatorname {D} } jest różniczkowaniem jednorodnym, jeżeli {\displaystyle \operatorname {D} (ab)=\operatorname {D} (a)b+\varepsilon ^{|a||\operatorname {D} |}a\operatorname {D} (b),} {\displaystyle \varepsilon =\pm 1,} działa na elementach jednorodnych {\displaystyle A.}
Różniczkowanie z gradacją jest sumą różniczkowań jednorodnych o tym samym {\displaystyle \varepsilon .}
Jeżeli współczynnik komutujący {\displaystyle \varepsilon =1,} to definicja ta redukuje się do zwykłego przypadku.
Jeżeli jednakże {\displaystyle \varepsilon =-1,} to jest {\displaystyle \operatorname {D} (ab)=\operatorname {D} (a)b+(-1)^{|a|}a\operatorname {D} (b)} dla parzystych {\displaystyle |\operatorname {D} |.} Nazywa się je wtedy antyróżniczkowaniami.
Przykładami antyróżniczkowań są pochodna zewnętrzna i produkt wewnętrzny (ang. interior product, nie mylić z iloczynem wewnętrznym, ang. inner product) działający na formach różniczkowych.
Różniczkowania z gradacją superalgebr (np. algebry z gradacją {\displaystyle \mathbb {Z} _{2}}) są często nazywane superróżniczkowaniami.